# Drassinella sonoma
Drassinella sonoma är en spindelart som beskrevs av Norman I. Platnick och Darrell Ubick 1989. Drassinella sonoma ingår i släktet Drassinella och familjen flinkspindlar. Inga underarter finns listade i Catalogue of Life.